# Petr Sýkora (Eishockeyspieler, 1976)
Petr Sýkora (IPA: [ˈpɛtr̩ ˈsiːkora]; * 19. November 1976 in Plzeň, Tschechoslowakei) ist ein ehemaliger tschechischer Eishockeyspieler, der im Verlauf seiner aktiven Karriere zwischen 1992 und 2013 unter anderem 1156 Spiele für die New Jersey Devils, Mighty Ducks of Anaheim, New York Rangers, Edmonton Oilers, Pittsburgh Penguins und Minnesota Wild in der National Hockey League auf der Position des rechten Flügelstürmers bestritten hat. Sýkora feierte in diesem Zeitraum zahlreiche Erfolge, darunter der zweimalige Weltmeisterschaftstriumph in den Jahren 1999 und 2005 mit der tschechischen Nationalmannschaft sowie der Gewinn des Stanley Cups in den Jahren 2000 mit den New Jersey Devils und 2009 mit den Pittsburgh Penguins.

## Karriere
Der Center begann seine Karriere beim HC Plzeň in der 1. Liga der Tschechoslowakei bzw. nach deren Teilung in der tschechischen Extraliga, bevor er beim NHL Entry Draft 1995 als 18. in der ersten Runde von den New Jersey Devils ausgewählt (gedraftet) wurde.

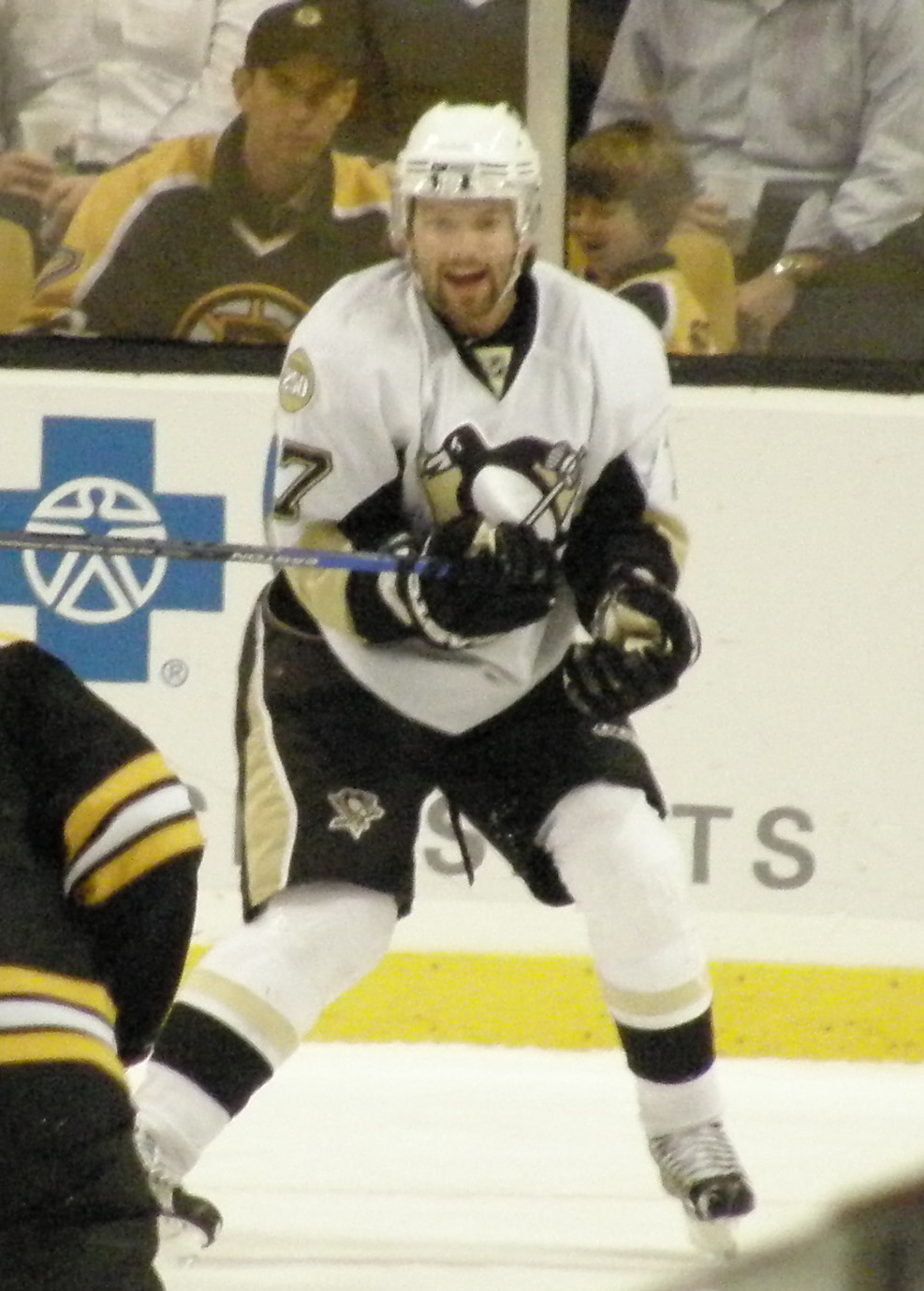
Petr Sýkora im Trikot der Pittsburgh Penguins

Zunächst spielte der Linksschütze für verschiedene Devils-Farmteams in der IHL und AHL, doch schon in seiner ersten NHL-Saison 1995/96 schaffte er den Sprung in den Stammkader des Teams aus East Rutherford. In der Saison 1999/00 gewann Sýkora mit den Devils den Stanley Cup, ein Jahr später scheiterte er mit New Jersey erst im Finale an der Colorado Avalanche, allerdings nicht ohne einen neuen persönlichen Karriererekord von 35 Toren, 46 Assists und damit 81 Punkten in der regulären Saison aufgestellt zu haben.
2002 wurde Petr Sýkora schließlich im Tausch gegen Jeff Friesen und Oleg Twerdowski zu den Mighty Ducks of Anaheim transferiert, mit denen er 2003 erneut das Stanley-Cup-Finale erreichte, diesmal unterlag er allerdings seinen ehemaligen Teamkollegen aus New Jersey mit 3:4-Siegen. Im viertlängsten Play-off-Spiel der NHL-Geschichte am 24. April 2003 hatte Sýkora zuvor in der fünften Verlängerung das entscheidende Overtime-Tor im Conference-Halbfinale gegen die Dallas Stars erzielt.
Während des NHL-Lockouts 2004/05 spielte Sýkora für Metallurg Magnitogorsk in der russischen Superliga, während der ersten NHL-Saison nach diesem Lockout trennten sich die Mighty Ducks von dem Tschechen, der daraufhin am 9. Januar 2006 im Tausch gegen Maxim Kondratjew zu den New York Rangers wechselte.
Am 7. Juli 2006 erklärten die Rangers, dass Sýkora nicht im Kader der Saison 2006/07 stehen würde, woraufhin er am 11. August einen Einjahresvertrag bei den Edmonton Oilers unterzeichnete. Nach einer erfolglosen Saison mit Edmonton wechselte er im Sommer 2007 zu den Pittsburgh Penguins. Nach dem Stanley-Cup-Gewinn mit den Pens wurde sein Vertrag nicht erneuert. Daher wurde er am 14. September 2009 ins Trainingscamp der Minnesota Wild eingeladen und erhielt drei Tage später einen Vertrag. Nach Ablauf seines Vertrags war er zunächst einige Zeit vereinslos, bevor Sýkora im Oktober 2010 einen Vertrag über einen Monat beim HC Plzeň 1929 unterschrieb. Mitte November des gleichen Jahres wurde er vom HK Dinamo Minsk aus der Kontinentalen Hockey-Liga verpflichtet. Für Dinamo absolvierte er 35 KHL-Partien, in denen ihm 17 Scorerpunkte gelangen. Am Saisonende erhielt er keinen neuen Vertrag bei Dinamo, so dass er zu seinem Heimatverein zurückkehrte.
Für den HC Plzeň 1929 absolvierte er zunächst vier Spiele im Rahmen der European Trophy 2011, ehe er im September eine Einladung ins Trainingslager der New Jersey Devils erhielt. Diese nahmen ihn schließlich Anfang Oktober für ein Jahr unter Vertrag. Im Januar 2013 erhielt Sýkora einen Vertrag bis zum Saisonende beim SC Bern. Anschließend beendete er seine Karriere.

## Erfolge und Auszeichnungen
| - 1993: Rookie des Jahres der 1. Liga - 1995: NHL-Rookie des Monats Dezember - 1996: NHL All-Rookie Team - 2000: Stanley-Cup-Gewinn mit den New Jersey Devils | - 2009: Stanley-Cup-Gewinn mit den Pittsburgh Penguins - 2013: Schweizer Meister mit dem SC Bern - 2023: Aufnahme in die Tschechische Eishockey-Ruhmeshalle |

### International
| - 1993: Bronzemedaille bei der U18-Junioren-Europameisterschaft - 1994: Bronzemedaille bei der U18-Junioren-Europameisterschaft - 1994: Bester Torschütze der Junioren-Weltmeisterschaft (gemeinsam mit Martin Gendron und Rick Girard) | - 1998: Bronzemedaille bei der Weltmeisterschaft - 1999: Goldmedaille bei der Weltmeisterschaft - 2005: Goldmedaille bei der Weltmeisterschaft |

## Karrierestatistik

### International
| Vertrat die Tschechoslowakei bei: - U18-Junioren-Europameisterschaft 1993 | Vertrat Tschechien bei: - U20-Junioren-Weltmeisterschaft 1994 - U18-Junioren-Europameisterschaft 1994 - U20-Junioren-Weltmeisterschaft 1995 - World Cup of Hockey 1996 - Weltmeisterschaft 1998 | - Weltmeisterschaft 1999 - Olympischen Winterspielen 2002 - World Cup of Hockey 2004 - Weltmeisterschaft 2005 |

(Legende zur Spielerstatistik: Sp oder GP = absolvierte Spiele; T oder G = erzielte Tore; V oder A = erzielte Assists; Pkt oder Pts = erzielte Scorerpunkte; SM oder PIM = erhaltene Strafminuten; +/− = Plus/Minus-Bilanz; PP = erzielte Überzahltore; SH = erzielte Unterzahltore; GW = erzielte Siegtore; 1 Play-downs/Relegation; Kursiv: Statistik nicht vollständig)